# Oroniscus helveticus
Oroniscus helveticus là một loài chân đều trong họ Oniscidae. Loài này được Verhoeff miêu tả khoa học năm 1896.